# Восо (Висконсин)
Восо (енгл. Wausau) град је у америчкој савезној држави Висконсин.

## Демографија
По попису из 2010. године број становника је 39.106, што је 680 (1,8%) становника више него 2000. године.
| Група             | 2000.          | 2010.          |
| Белци             | 32.802 (85,4%) | 32.066 (82,0%) |
| Афроамериканци    | 208 (0,5%)     | 533 (1,4%)     |
| Азијати           | 4.383 (11,4%)  | 4.325 (11,1%)  |
| Хиспаноамериканци | 398 (1,0%)     | 1.149 (2,9%)   |
| Укупно            | 38.426         | 39.106         |